# باغ حسن (كيسكان)
باغ حسن (بالفارسية: باغ حسن) هي قرية تقع في إيران في قسم كيسكان الريفي. يقدر عدد سكانها بـ 31 نسمة .